# Catbalogan
Catbalogan is een stad in de Filipijnse provincie Samar op het gelijknamig eiland Samar. Bij de laatste census in 2007 had de stad ruim 92 duizend inwoners.

## Geschiedenis
Op 16 juni 2007 stemde de bevolking middels een referendum in met het wetsvoorstel om van Catbalogan een stad te maken. Deze omvorming tot stad werd twee jaar later, door een beslissing van het Filipijns hooggerechtshof op 21 mei 2009, als ongrondwettelijk bestempeld en weer ongedaan gemaakt. Eind 2009 kwam het hooggerechtshof echter weer terug op deze beslissing naar aanleiding van het ingediende bewaarschrift.

## Geografie

### Bestuurlijke indeling
Catbalogan is onderverdeeld in de volgende 57 barangays:
| - Albalate - Bagongon - Bangon - Basiao - Buluan - Bunuanan - Cabugawan - Cagudalo - Cagusipan - Cagutian - Cagutsan - Canhawan Gote - Canlapwas - Cawayan - Cinco - Darahuway Daco - Darahuway Guti - Estaka - Guindaponan | - Guinsorongan - Ibol - Iguid - Lagundi - Libas - Lobo - Manguehay - Maulong - Mercedes - Mombon - Muñoz - New Mahayag - Old Mahayag - Palanyogon - Pangdan - Payao - Poblacion 1 - Poblacion 2 - Poblacion 3 | - Poblacion 4 - Poblacion 5 - Poblacion 6 - Poblacion 7 - Poblacion 8 - Poblacion 9 - Poblacion 10 - Poblacion 11 - Poblacion 12 - Poblacion 13 - Pupua - Rama - San Andres - San Pablo - San Roque - San Vicente - Silanga - Socorro - Totoringon |

## Demografie
Catbalogan had bij de census van 2007 een inwoneraantal van 92.454 mensen. Dit zijn 8.274 mensen (9,8%) meer dan bij de vorige census van 2000. De gemiddelde jaarlijkse groei komt daarmee uit op 1,30%, hetgeen lager is dan het landelijk jaarlijks gemiddelde over deze periode (2,04%). Vergeleken met de census van 1995 is het aantal mensen met 16.130 (21,1%) toegenomen.
De bevolkingsdichtheid van Catbalogan was ten tijde van de laatste census, met 92.454 inwoners op 274,22 km², 337,2 mensen per km².
Almagro · Basey · Calbayog · Calbiga · Catbalogan · Daram · Gandara · Hinabangan · Jiabong · Marabut · Matuguinao · Motiong · Pagsanghan · Paranas · Pinabacdao · San Jorge · San Jose De Buan · San Sebastian · Santa Margarita · Santa Rita · Santo Niño · Tagapul-an · Talalora · Tarangnan · Villareal · Zumarraga